# Robert Risch
Robert Henry Risch (1939) é um matemático estadunidense que lida com álgebra computacional.

## Vida e obra
Robert Risch recebeu seu doutorado em 1968 na Universidade da Califórnia, em Berkley, orientado por Maxwell Rosenlicht. Em sua tese sobre o problema da integração em termos finitos, resolveu o problema da interação algébrica de funções elementares.
O algoritmo correspondente é chamado Algoritmo de Risch, sua implantação no computador é uma tarefa não-trivial.
Após seu doutorado, Risch trabalhou no IBM Thomas Watson Research Center, de 1970 até 1972, no Instituto de Estudos Avançados de Princeton.